# 요시다정 (사이타마현)
요시다정(吉田町)은 사이타마현 서부, 지치부군에 속했던 정이다. 2005년 4월 1일에, 지치부시, 아라카와촌, 오타키촌과 합병해 지치부시가 신설되었다.

## 역사
- 1889년 4월 1일 - 정촌제 시행과 함께 시모요시다촌이 성립하였다.
- 1928년 11월 10일 - 시모요시다촌이 정으로 승격해 요시다정이 되었다.
- 1956년 8월 1일 - 가미요시다촌과 합병해 새로운 요시다정이 신설되었다.
- 2005년 4월 1일 - 지치부시, 아라카와촌, 오타키촌이 합병해 새로운 지치부시가 신설되었다.